# Stamford Hill
Stamford Hill ist ein Ortsteil in Nordlondon, Großbritannien. Es gehört teilweise zum Stadtbezirk London Borough of Hackney (Cazenove, Lordship, New River und Springfield) und teilweise zum Stadtbezirk London Borough of Haringey (Seven Sisters). Der Stadtteil ist vor allem bekannt für seine rund 30.000 chassidischen Juden, die Jiddisch und auch Deutsch sprechen.
Stamford Hill heißt auch der Teil der A10, die von der Stoke Newington High Street bis zum Beginn der Tottenham High Road führt.

## Geschichte
Durch das Gebiet von Stamford Hill führte eine altrömische Straße, deren Oberfläche jedoch durch starkes Verkehrsaufkommen im 18. Jahrhundert zerstört wurde. Mit Beginn des 18. Jahrhunderts begann eine starke Entwicklung des Gebiets, hier entstand ein wichtiger Verkehrsknotenpunkt.
Ende des 19. Jahrhunderts zogen vermehrt jüdische Familien zu, die der Armut des Londoner East Ends zu entfliehen suchten. 1915 wurde die Neue Synagoge nach Stamford Hill verlegt und im Jahr 1926 etablierte sich die Union of Orthodox Hebrew Congregations hier. Dies wiederum motivierte andere streng gläubige jüdische Familien, sich in der Gegend niederzulassen, viele auch auf der Flucht vor den Nationalsozialisten.

## Jüdisches Leben

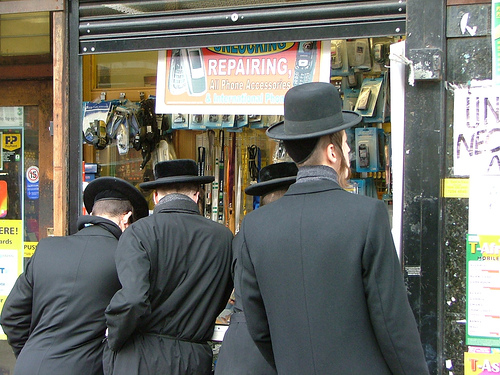
Chassidische Juden beim Bummeln in Stamford Hill

Stamford Hill ist ein Zentrum der aschkenasischen ultra-orthodoxen Juden in Europa.
Schätzungsweise 30.000 vorwiegend chassidische Juden leben hier, mit einem Gemeindezuwachs von etwa 5 % pro Jahr aufgrund der im Vergleich zum restlichen Großbritannien überdurchschnittlichen Geburtenrate.
Das Straßenbild ist geprägt von jüdischen Männern und Frauen in typischer Kleidung, besonders am Sabbat, wenn die Väter mit ihren Kindern zum Gottesdienst gehen. Die Gemeinden stammen von verschiedenen Richtungen osteuropäischen Judentums ab, die sich hinsichtlich ihrer Bräuche, Kleidung und Gemeindeleben unterscheiden.
Die größte Gemeinde haben die Satmar, zu der fünf Synagogen gehören, gefolgt von den Belz.
Insgesamt gibt es hier über 50 Synagogen. Viele gläubige Juden der Nachbargemeinden Stoke Newington, Upper Clapton und Tottenham identifizieren sich mit Stamford Hill.
Ein ehrenamtlicher Erste-Hilfe-Dienst, genannt Hatzola (Hebräisch: Rettung) und eine ehrenamtliche Bürgerwehr, genannt Shomrim (Hebräisch: Wachmänner) wurde von und für Juden eingerichtet.
Aufgrund der jüdischen Speisevorschriften gibt es in Stamford Hill viele Läden, die koschere Lebensmittel verkaufen. Einige dieser Geschäfte haben eine jahrhundertelange Tradition, beispielsweise die Bäckerei Grodzinski.

## Nahegelegene Stadtteile
- Hornsey
- Tottenham
- Walthamstow
- Harringay
- Leyton
- Finsbury Park
- Stoke Newington
- Upper Clapton

## Verkehr
Stamford Hill ist am besten mit dem Bus erreichbar. Ein wichtiger Umsteigepunkt ist die Haltestelle „Stamford Hill Broadway“.
Nahegelegene U-Bahn-Stationen:
- Manor House

Nahegelegene Bahnhöfe:
- Stamford Hill
- South Tottenham
- Seven Sisters
- Stoke Newington